# Schellack

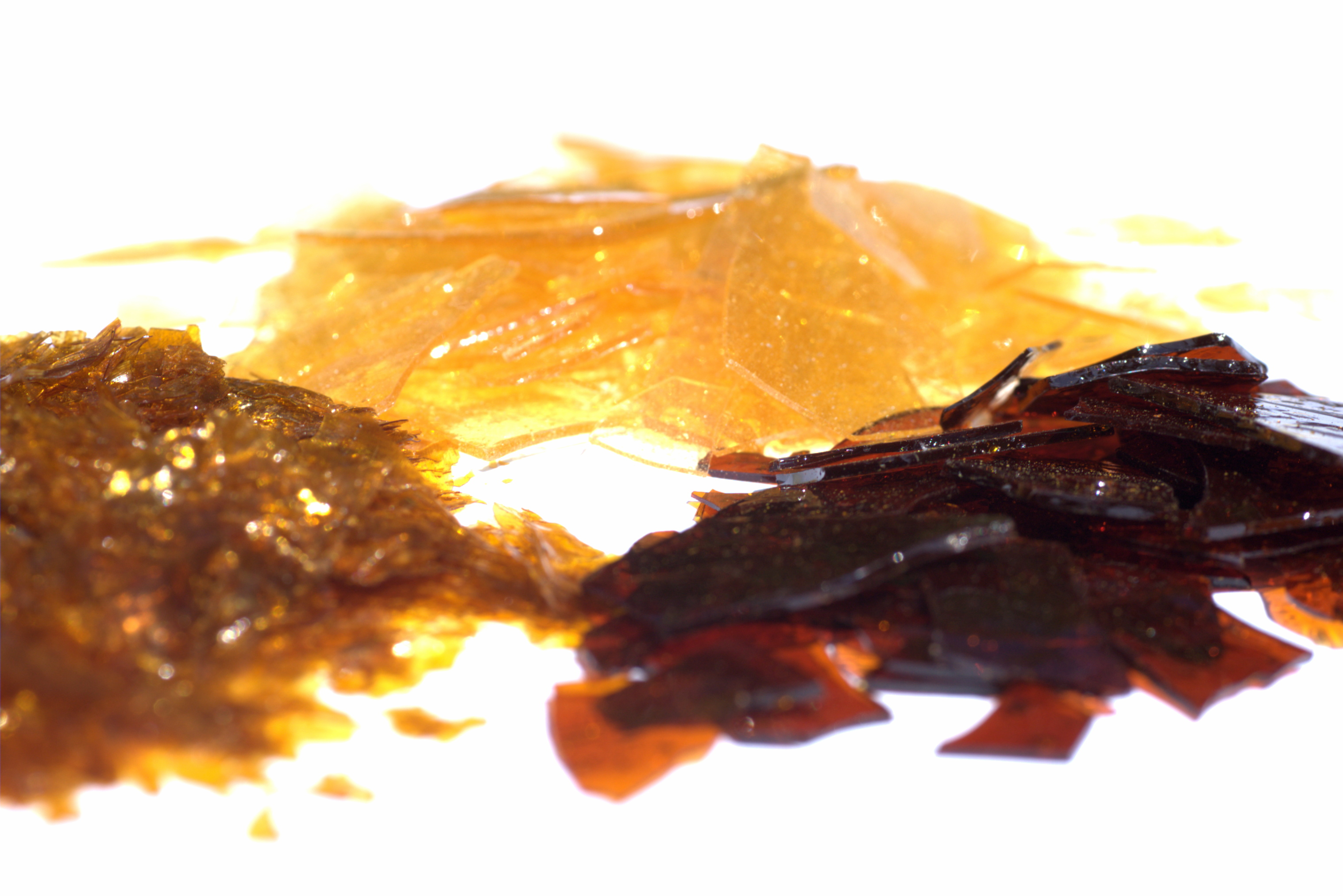
Schellack

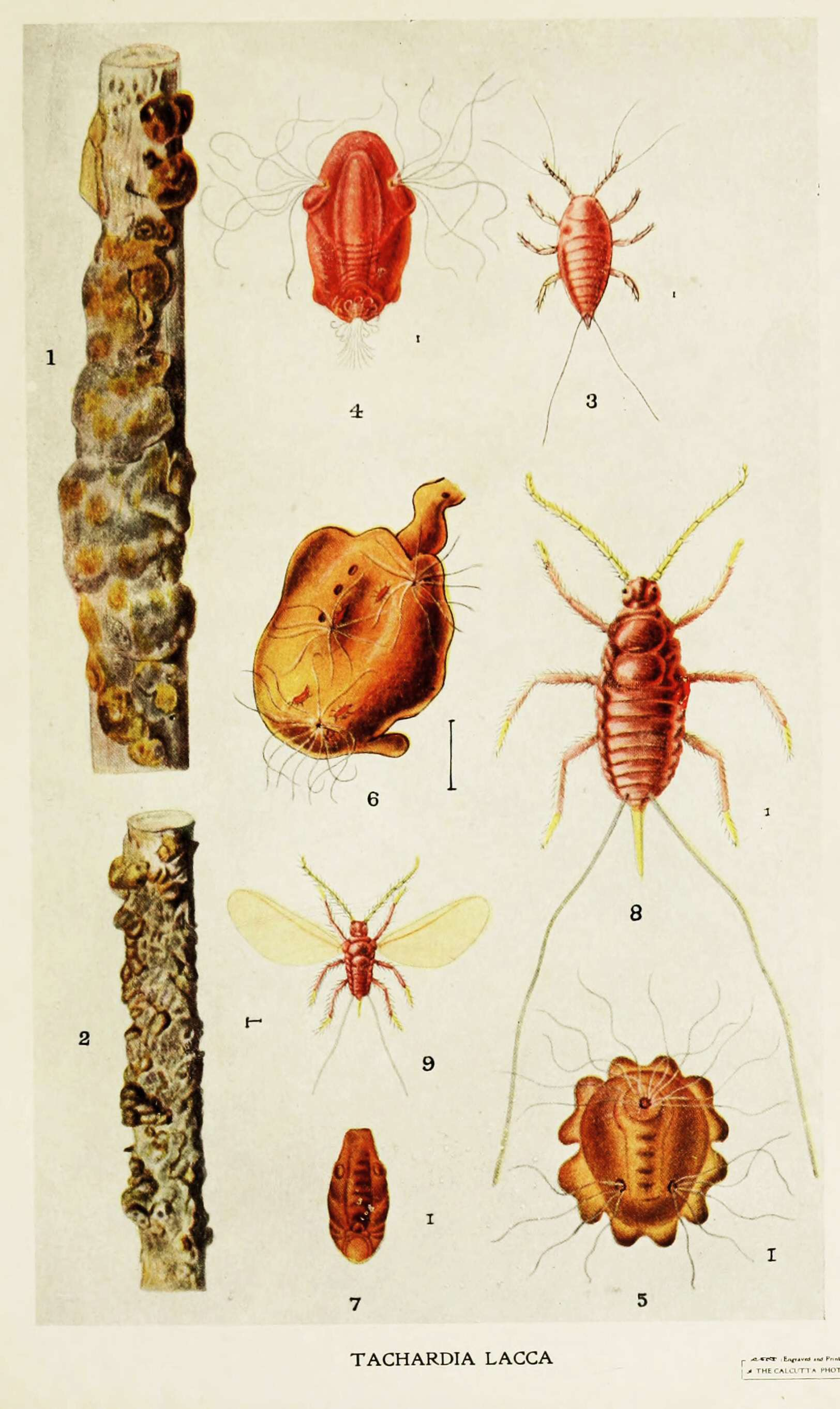
Zeichnung der Lackschildlaus und ihrer Schellack-Harzblasen, von Harold Maxwell-Lefroy

Schellack, Tafellack, Plattlack oder Lacca in tabulis, auch als Gummi Lacca (Gummilack) und Lackharz bezeichnet, ist eine harzige Substanz, die aus den Ausscheidungen der Lackschildlaus Kerria lacca (Pflanzenläuse, Familie Kerridae) nach ihrem Saugen an bestimmten Pflanzen gewonnen wird.

## Geschichte
Schon vor mehr als 3000 Jahren wurde Lac in frühen indischen Sanskrit-Schriften erwähnt. In der 5. Suktha des 5. Buches der Atharvaveda werden unter dem Titel „Laksha“ das Vorkommen von Lac, das Lac-Insekt und auch die Verwendung von Lac für medizinische Zwecke beschrieben. Lac und Laksha stammen mit großer Wahrscheinlichkeit von dem Sanskrit-Wort laksa oder Hindi-Wort Lakh (Bedeutung: ‚100.000‘) ab und deuten auf die große Anzahl der auf Bäumen Indiens und Thailands anzutreffenden Schildläuse hin, die dieses Harz produzieren. Der Name passt dazu, dass etwa 300.000 Läuse pro Kilogramm Lack benötigt werden. Das Wort Lack und englisch Lacquer gehen wiederum auf Lac zurück. Als erster Europäer hat Jan Huygen van Linschoten, der in portugiesischen Diensten Indien bereiste, bereits 1596 über Lac berichtet. Das Wort „Schellack“ leitet sich von einer Zusammensetzung aus dem niederländisch schel „Schale“; „Schuppe“ und lak „Lack“ ab. Die East India Company exportierte schon im 17. Jahrhundert zunächst Lac Dye (den im Lac enthaltenen Farbstoff Laccainsäure) und später Schellack nach Europa. Schellack war das erste industriell genutzte Harz mit vielen bedeutenden Anwendungen in der Farben- und Lack-, Druckfarben-, Elektroindustrie usw. Eine weitere Anwendung war der Einsatz von Schellack als Bindemittel in Schallplatten.

## Gewinnung
Hauptsächlich in Süd- und Südostasien und dort speziell in Indien und Thailand wurde früher Schellack in großen Mengen gewonnen. Die Jahresproduktion belief sich auf etwa 50.000 Tonnen.
Kolonien von Lackläusen parasitieren auf verschiedenen Bäumen, meist Pappelfeige Ficus religiosa, Ficus indica, und Jujube Zizyphus jujuba, Indische Jujube Ziziphus mauritiana und Malabar-Lackbaum Butea frondosa, Kusumbaum Schleichera oleosa, Regenbaum Samanea saman sowie (möglicherweise) Croton lacciferus.
Die Weibchen der Lackschildläuse ernähren sich von den Pflanzensäften dieser Bäume. Sie stechen den Baum an, nehmen seinen Saft auf und scheiden eine harzartige Substanz wieder aus. Mit dieser Substanz werden die abgelegten Eier der Laus geschützt. Der Lack von tausenden Läusen verbindet sich zu einer harten Hülle über dem Schwarm. Die mit den Läusen dichtbesetzten Zweige werden allmählich bis zu 1 cm dick überkrustet und dadurch zum Absterben gebracht. Die alten Läuse, die zu einer mit roter Farbe gefüllten Blase aufgeschwollen sind, sterben ab; nach 6 bis 7 Monaten schlüpfen die jungen Läuse aus der Hülle heraus. Danach werden die Zweige mit dem Lack geerntet. Diese Harzabscheidung ist das Ausgangsprodukt für die Schellackgewinnung. Bevor der Brutlack geerntet wird, werden rechtzeitig einige mit Jungläusen bewohnte Zweige abgeschnitten und auf neue Bäume gesetzt, die Nahrung für die nächste Generation bieten.

## Zusammensetzung
Stocklack besteht zum größten Teil  (65–75 %) aus freien und veresterten aliphatischen und aromatischen Polyhydroxysäuren. Hauptbausteine sind Aleuritinsäure (bis zu 32 %) und Shellolsäure. Wird nur von diesen Hauptbestandteilen ausgegangen, ergibt sich rechnerisch, dass jeweils drei bis vier Moleküle miteinander verknüpft sind (Tri- und Tetramere). Da in den Monomeren mehrere Hydroxy- und Carboxygruppen vorliegen, können sich – wie in Duroplasten üblich – dreidimensionale Netzwerke ausbilden.

Strukturformeln der Hauptbausteine des Schellacks
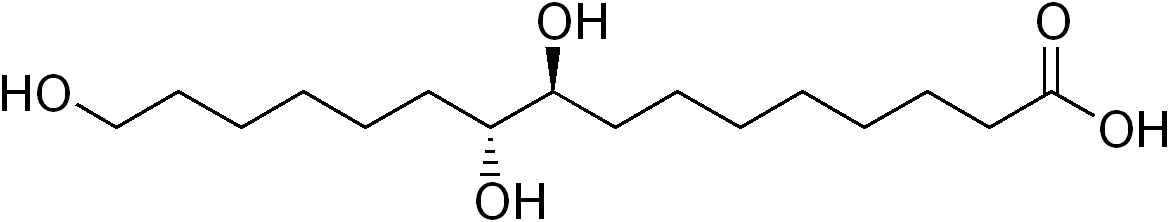
Strukturformel der Aleuritinsäure
Strukturformel der Shellolsäure

Weitere Bestandteile sind Farbstoffe (4–8 %), Bitterstoffe sowie etwas Wachs (Schellackwachs; rotbraun, spröde, sehr hart, Ceryllignocerat, Cerylcerotinat und Wachsalkohole).

## Verarbeitung
Quellen zur Verarbeitung und Eigenschaften:
Die harzig umkrusteten „Brutlackzweige“ werden abgeschnitten, gesammelt (Rohschellack, Stocklack, Stangenlack, Gummilack, Lacca in ramulis, englisch Sticklac) und das Harz vom Holz getrennt, unter Lacca en grappes (englisch Seedlac) versteht man die von den Zweigen abgelösten Harzstücke. Stocklack enthält ca. 60–80 % Reinschellack.
Der Stocklack wird gereinigt und gemahlen und zur Entfernung des wasserlöslichen roten Farbstoffs Laccainsäure mit kaltem Wasser oder schwacher Sodalösung gewaschen und anschließend als Körnerlack oder Lacca in granis getrocknet. Dabei werden auch Holzpartikel und Sand entfernt. Aus der Waschlösung wird der abgetrennte Farbstoff als Färberlack (Lac-Dye) gewonnen. Der verbleibende wasserunlösliche Farbstoff Erythrolaccin gibt dem Körnerlack die charakteristische gelblichbraune Eigenfarbe, durch Zusammenschmelzen des Granulats wird Blocklack hergestellt. Der getrocknete Körnerlack enthält noch sehr feine Verunreinigungen. Diese werden in mehreren Stufen ausgesiebt und ergeben verschiedene Feinheitsgrade wie den sehr feinen Rückstand Molamma, der sich bei der weiteren Verarbeitung entzünden würde.
Das als Erdschellack bezeichnete Harz wird aus verschiedenen Arten von Grasbäumen gewonnen. Mit dieser pflanzlichen Herkunft unterscheidet sich rotes und gelbes Akaroidharz prinzipiell von Schellack.

### Schmelzfiltrationsverfahren
Zur Herstellung des Schellacks wird der Körnerlack, unter Zusatz von Kolophonium zur Förderung der Schmelzung, durch Schmelzen in Baumwollschläuchen bei etwa 140 °C und Filtration durch Auswringen oder Pressen und Ausgießen auf heiße drehende Ton- oder Messingzylinder oder Pisangblätter verarbeitet und dünn ausgezogen (Handmade Shellac). Bei der gebräuchlichen Schmelzfiltration (Machinemade Shellac) wird der in einer Wanne oder über heißen Röhren aufgeschmolzene Körnerlack unter hohem Druck durch einen Filter (mitunter Leinentücher) gepresst. Der flüssige Schellack wird auf einem Abrollband zu einem dünnen Film gezogen, der beim Abkühlen bricht. Der natürliche Wachsanteil von 3 % bis 6 % bleibt bei diesen Verfahren im Schellack erhalten.
Der bei Verarbeitung anfallende Rückstand in den Stoffschläuchen wird herausgeholt und ergibt den Kirilac, daraus wird durch Lösemittelextraktion Garnet Schellack hergestellt. Der verbleibende Rückstand im Gewebe der Stoffschläuche, Passewa, wird herausgeschmolzen und zu Kuchen gepresst.
Der Schellack kommt in kleinen, dünnen, eckigen, tafelartigen Bruchstückchen, die durchscheinend, glänzend, hart, mit muscheligem Bruch sind, als Blätterschellack in den Handel. Weitere Handelsformen entstehen durch Zusammenschmelzen aus Körnerlack, Klumpen- oder Blocklack Lacca in massis oder, in Form von Kuchen, als Kuchenlack. Eine weitere Form sind runde Scheiben mit ca. 5–8 cm Durchmesser (Blatt- oder Knopfschellack), die durch Auswringen der Baumwollsäcke und Auftupfen auf Bleche entstehen.
Wird der farbstoffreiche Stocklack mit einer Alkohollösung warm filtriert und der Alkohol unter Zugabe von Kolophonium gegen ein Überhitzen des Lacks abdestilliert, so bildet er eine blutrote Masse, die, auf Blech ausgegossen, den Blutlack, Rubinschellack oder Lacca sanguinea ergibt.

### Lösemittelextraktionsverfahren
Die im Lösemittelextraktionsverfahren hergestellten Schellacke werden aufgrund des Verfahrens und des Aussehens als wachsfreie Blätterschellacke bezeichnet.
Bei diesem Verfahren wird Körnerlack in Alkohol (üblicherweise Ethanol) gelöst. Durch verschiedene Filtrationsstufen werden Schellackwachs und Verunreinigungen entfernt, bevor der im Körnerlack verbliebene Farbstoff Erythrolaccin durch Einwirken von Aktivkohle reduziert wird. Nach dem Verdampfen und der Rückgewinnung des Alkohols wird der flüssige Schellack auf einem Abrollband zu einem Film gezogen, der beim Abkühlen bricht und die typische Blätterstruktur ergibt. Für bestimmte Anwendungen, bei denen wachshaltige Blätterschellacke benötigt werden, kann das gereinigte Schellackwachs vor dem Verdampfen des Alkohols der Schellacklösung wieder zugegeben werden.
Je nach Art des eingesetzten Körnerlacks und dem Grad der Entfärbung durch die Aktivkohle können sehr helle bis dunkelrote wachsfreie Blätterschellacke hergestellt werden. Die Farbzahl wird in alkoholischer Lösung nach Lovibond oder Gardner bestimmt.

### Gebleichter Lack
Körnerlack wird wässrig-alkalisch gelöst, entwachst, filtriert und durch Einwirken von Chlorbleichlauge (NaOCl) gebleicht. Die noch vorhandenen Farbstoffe Laccainsäure und Erythrolaccin werden hierdurch vollständig zerstört, so dass eine klare, nahezu farblose Lösung vorliegt. Nach dem Auswaschen der Chlorbleichlauge wird der gelöste Schellack durch Zugabe von Schwefelsäure ausgefällt, es kann auch Essigsäure verwendet werden (säurefreier Lack). Das so erhaltene weiße Pulver wird als weißer, gebleichter Schellack Lacca alba getrocknet, wobei eine Restfeuchte von 2 bis 6 % verbleibt. Für einige Anwendungen werden auch gebleichte wachshaltige Schellacke angeboten.
Durch die vollständige Zerstörung der verbleibenden Farbstoffe können auch sehr dunkle Körnerlacke, etwa aus Thailand, und Kirilac, der dunkle Rückstand des Schmelzfiltrationsverfahrens, als Rohstoffe eingesetzt werden. Von Nachteil sind die geringe Lagerbeständigkeit und die Veränderung der Löslichkeit aufgrund einer durch das Bleichen ausgelösten Selbstvernetzung der Carboxygruppen. Auch ist der gebleichte Lack weniger hart und elastisch.
Während es bis 1961 noch mehrere Schellackhersteller in Deutschland mit Werken in Mainz, Hamburg und Bremen gab, die sich damals zur Kalkhof GmbH Petersen & Stroever KG zusammengeschlossen hatten, ist mit Stand 2014 nur die Produktionsstätte der SSB (Stroever Schellack Bremen) in Bremen als Europas einzige Schellack-Fabrik übrig geblieben.

## Eigenschaften
Das rein natürliche Granulat ist biologisch abbaubar und physiologisch unbedenklich. Der früher gelegentlich in Alkohol und als Schnaps getrunkene Schellack kann jedoch zur Bildung von sogenannten Schellacksteinen führen, die als Fremdkörper den Magen ausfüllen. Durch verschiedene Verarbeitungsverfahren lässt sich die Helligkeit der Farbe des Lackes variieren. Für besondere Anwendungen wird außerdem der natürliche Wachsgehalt von 3 bis 6 % fast vollständig herausgefiltert. Die Qualität des Lacks ist von der Wirtsspezies abhängig; als beste Sorte gilt der von Kesambi Schleichera trijuga.
Schellack ist bei Zimmertemperatur und Kälte sehr spröde und brüchig, ziemlich hart, geruch- und geschmacklos. Er schmilzt beim Erhitzen und verbreitet bei höherer Temperatur einen angenehmen Geruch. Er brennt mit hell leuchtender Flamme. Der Schmelzbereich liegt bei 65 bis 85 °C, die Säurezahl liegt bei 60–75 mg/g.
Schellack ist unlöslich in Wasser, quillt aber bei Kontakt mit Wasser und ist daher nicht wasserfest. Er ist löslich in Ethanol (bis auf das beigemengte Wachs), Borax, Ammoniak und Alkali-Carbonaten und in einer Mischung von einem Teil Wasser und zehn Teilen Aceton, jedoch nicht in wässrigen Säuren. Dies ist darauf zurückzuführen, dass die Moleküle des Harzes Carbonsäuren enthalten, die in basischen Lösungen zu Ionen deprotoniert werden. Das vorher unpolare und hydrophobe organische Molekül wird dadurch polar genug, um von Wasser gelöst zu werden.
Schellack ist je nach Sorte farblos, gelb bis bernsteinfarbig (Lemonschellack), orange bis braunrot und nimmt beim Kneten und Ausziehen einen seidenartigen Glanz an.

## Verwendung

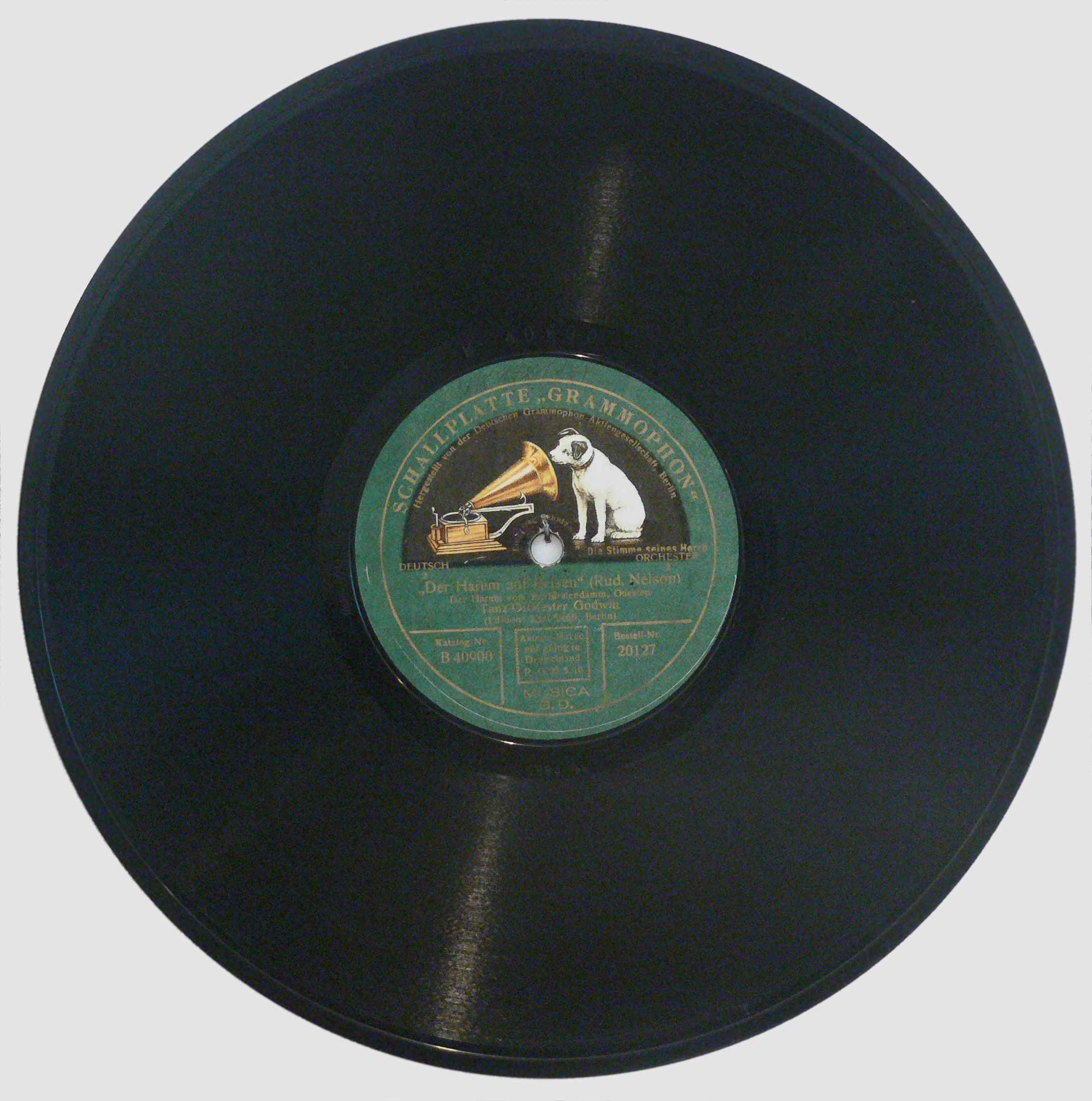
Schellackplatte der Deutschen Grammophon-Aktiengesellschaft: Der Harem auf Reisen von Rudolf Nelson mit dem Tanz-Orchester Godwin

### Frühere Verwendungen
- Schellack wurde – bevor Kunststoffe dafür genutzt wurden – bei der Herstellung (als Oberflächenversiegelung oder Bindemittel in der Masse) von Schallplatten (von 1895 bis um 1961) verwendet. Daher im Sprachgebrauch noch als Schellackplatten bekannt.
- Siegellack (für Briefkuvert oder Dokument)
- Firnis
- Schellackpolitur (aufgelöst in Spiritus; farbloser Schellack für Hölzer)
- Kitt
- Lenkerbandversiegelung (auf textilen Bändern an Fahrradlenkern)
- Schleifsteine (Bindemittel für Schleifkorn)
- als Festiger in der Hutfabrikation; um den Wollfilz steifer zu machen, dies wird teilweise noch verwendet.[12]
- mit Schellack wurde Glasseide an Christbaumschmuck aus geblasenem Glas angeklebt (Quelle: Coburger Weihnachtsmuseum)
- Schellack wurde als technischer Klebstoff in der Uhrmacherei verwendet, um die Steine der Hemmung zu fixieren, und um Drehteile auf der Lackscheibe der Uhrmacherdrehbank zu befestigen.
- in Boraxlösung aufgelöster Schellack (Wasserfirnis) wurde als unzerstörbare Tinte benutzt
- Union-Cases (um 1850–1860 vor allem in den USA verbreitete, standardisierte Klappetuis für Daguerreotypien (Fotos), mit dekorativ geprägten Außenseiten)[13]

### Gegenwärtige Anwendungen
Schellack ist in zahlreichen Anwendungen ein Vorläufer synthetischer Harze und behielt in einigen wenigen Einsatzgebieten seine Bedeutung. In der Farben- und Lackindustrie werden jährlich über 5000 Tonnen Farben auf Schellackbasis produziert. Hervorzuheben ist außerdem die Unbedenklichkeit in Nahrungsmitteln und Pharmazeutika. Schellack kann allergische Hautreaktionen hervorrufen.
- Möbelpflege – bei der Restaurierung von Antik-Möbeln.[16]
- Zur Lackherstellung im Musikinstrumentenbau, speziell Geigen- und Zupfinstrumentenbau; bei Holzblasinstrumenten als Schmelzklebstoff für Korkteile oder „Polster“ auf Metallteilen.
- Im Lebensmittelbereich mit der Kennzeichnung E 904 – beispielsweise zusammen mit Carnaubawachs als Überzugsmittel für Schokoladendragées, Nahrungsergänzungsmittel oder Zitrusfrüchte, als Überzugsmittel für dunkle Schokolade oder von Kaugummidragees.
- Als magensaftresistentes Überzugsmittel für Medikamente zur verzögerten Freisetzung oder zur Freisetzung im Darm.[17]
- Er ist ein Bestandteil gelber bengalischer Lichter
- Als elektrischer Isolatorlack auf Wicklungen und als Kitt, der das Glühlampenglas mit dem Metallgewinde verbindet, ist er wegen der gleichen Wärmeausdehnung noch im Einsatz.
- Trennmittel und Imprägnierung für Gipsformen.
- Zur Befestigung von Ankersteinen und Ellipse bei tragbaren mechanischen Uhren.
- Zur Befestigung von Fäden – (wird erwärmt) in kleinen Kapseln bei der Herstellung von Perlenketten.
- Zugelassenes Vergällungsmittel für die unvollständige Vergällung von Ethanol durch die Bundesmonopolverwaltung für Branntwein.
- In der Naturkosmetik als Bestandteil von Haarspray und Nagellack
- Als Basis bei der Herstellung von Tätowierfarben
- Als Klebemittel in Zigaretten, siehe Tabakzusatzstoff
- Zur Herstellung von Funktionslöffeln in der Zahntechnik
- Verwendung in Kunst, Kalligrafie, Grafik, Illustration, Comic: Zeichentusche und Ausziehtusche, dabei hat Ausziehtusche den höheren Schellack-Anteil und ist damit deckender
- Verwendung in der Ölmalerei als Sikkativ
- Aufkleben von Schlauchreifen im Bahnradsport, heute nur noch selten verwendet.[18]

## Film
- Shellac Origins and Manufacture englisch auf youtube.com, abgerufen am 5. Januar 2017.
- Die Schellack Politur – die Praxis auf youtube.com, abgerufen am 5. Januar 2017.